# Mothocya
Mothocya es un género de isópodos de la familia Cymothoidae.

## Especies
- Mothocya affinis
- Mothocya argenosa
- Mothocya arrosor
- Mothocya belonae
- Mothocya bermudensis
- Mothocya bertlucy
- Mothocya bohlkeorum
- Mothocya collettei
- Mothocya epimerica
- Mothocya gilli
- Mothocya girellae
- Mothocya halei
- Mothocya karobran
- Mothocya katoi
- Mothocya komatsui
- Mothocya lineata
- Mothocya longicopa
- Mothocya melanosticta
- Mothocya nana
- Mothocya omidaptria
- Mothocya panamica
- Mothocya parvostis
- Mothocya plagulophora
- Mothocya renardi
- Mothocya rosea
- Mothocya sajori
- Mothocya taurica
- Mothocya toyamaensis
- Mothocya trillesi
- Mothocya waminda
- Mothocya xenobranchia